# 소셜벤처
소셜벤처(social venture)는 사회적 목표 달성을 위해 혁신적이고 체계적인 해결책을 제공하고자 하는 사회적 기업가에 의해 설립된 기업 또는 조직이다.

## 형태
소셜벤처는 개인 사업자, 영리를 목적으로하지 않는 기업, 비정부기구, 청소년단체, 지역사회단체 등 다양한 형태로 운영된다. 일반적으로 정부 기관은 소셜벤처로 간주되지 않지만 아쇼카 등 사회혁신지원기관들은 사회적 서비스에 혁신적인 방법을 고안하고 실행한 정부기관과 지자체, 공무원도 사회적기업가정신 (Social entrepreneurship) 이 있다고 평가하기도 한다.
Elkington과 Hartigan은 소셜벤처를 비영리, 하이브리드 비영리, 사회적기업 Social Business 등 3가지 모델로 제안한다. 비영리 벤처 기업은 공익을 제공하는 데 있어 재정적 지원을 위해 외부 파트너를 활용한다. 반면, 하이브리드 비영리는 제품 또는 서비스 판매를 통해 사업 비용을 조달한다. 사회적기업 형태에서 소셜벤처는 이익을 창출하지만, 상업적 벤처처럼 주주에게 이익을 반환하는 대신, 사회적 이익을 증진시키기 위해 그 이익을 재투자한다.

## 특징
소셜벤처가 일반 벤처기업과 다른 점은 사회적 문제를 해결하고 사회적 혜택을 제공하는 것을 우선 목적으로 삼는다는 점이다. 소셜벤처는 이익을 창출할 수는 있지만 그것이 핵심은 아니다. 이익은 사회적 혜택을 지속 가능하게 제공하기 위한 수단이다.
소셜벤처는 빈곤, 불평등, 환경파괴, 교육격차 등 사회 경제 발전 와중에 발생하는 여러 문제를 다룬다. 주로, 시장이나 정부가 해결책을 제시하기 못하거나 이들이 시행하면 실패할 수 있는 해결책을 제시한다.
이때, 소셜벤처기업가 혹은 사회적 기업가는 창조적이고 혁신적으로 문제에 대한 새로운 해결책을 찾아야 하며 사업을 지속할 수 있는 수익원을 만들어내야 한다.

## 대표적 소셜벤처
- 탐스슈즈

신발 한 켤레를 사면 회사가 한 켤레를 기부하는 원포원(one for one) 마케팅을 개발해 신발이 없는 아이들에게 신발 전달. 2013년까지 1000만 켤레 제공.
- 아라빈드 Aravind

400만여명에 이르는 인도의 맹인을 돕기 위해 설립된 안과병원. 가난한 사람들한테는 무료시술을 제공한다. 설립 후 36년 동안 3200만 명이 진료를 받고 그중 400만 명이 공짜 혹은 보조금으로 수술 받았다.
- 리모션 디자인 re:motion designs

플라스틱과 볼트, 너트, 베어링 등으로 구성된 인공 관절 ‘자이푸르니(JaipurKnee)’를 개발. 인공 무릎 관절인 자이푸르니를 개발도상국의 다리 절단 장애인들에게 판매. 
- 이지무브

장애인, 노인 등 약자의 이동권을 높이기 위해 설립. 장애아동용 유모차, 장애인용 휠체어, 장애인용 화재시 대피설비 등 개발.
- 공부의신(공신닷컴)

공교육에서 소외되는 저소득층 학생에게 온․오프라인으로 멘토링 제공
- 딜라이트

온라인 기반 유통망 간소화와 부가기능 제거를 통해 취약계층도 이용가능한 저비용 고품질 보청기 제공.
- 시지온

악성 댓글 문제를 해소하는 소셜 댓글 서비스를 운영.
- 마리몬드

인권을 위해 행동하는 라이프스타일 브랜드로 일본군‘위안부’ 피해 할머니와 학대피해아동의 이야기를 알리는 디자인제품회사. 영업이익의 절반 이상을 일본군‘위안부’ 피해 문제와 학대피해아동 문제를 해결하기 위해 활동하는 단체에 기부. 보관됨 2019-05-06 - 웨이백 머신

## 지원조직
- 소셜벤처종합지원플랫폼 : 소셜벤처스퀘어(http://sv.kibo.or.kr)
- 해외 대회:  글로벌소셜벤처경연대외(http://gsvc.org/ 보관됨 2018-11-30 - 웨이백 머신), SVP (http://www.socialventurepartners.org/)
- 한국 대회 : 한국사회적기업진흥원 소셜벤처 아이디어 경연대회(www.2018svc.com, 구 소셜벤처경연대회)
- 투자기관 : SOPOONG D3쥬빌리파트너스 MYSC HGI 한국사회투자 크레비스파트너스 옐로우독 임팩트스퀘어
- 한국 지원기관 : 한국사회적기업진흥원 보관됨 2018-11-30 - 웨이백 머신, 서울 소셜벤처허브센터 등 서울시, 성동구, 소셜혁신연구소 등
- 교육 지원기관 : 서울숲소셜벤처이노스쿨 보관됨 2019-08-22 - 웨이백 머신